# Bassin houiller de Laval

Localisation du gisement sur la carte des bassins houillers français.

Le bassin houiller de Laval est un gisement de houille situé dans les environs de la ville de Laval en Mayenne et se prolongeant jusqu'en Sarthe dans l'ouest de la France.
Le gisement s'est principalement formé au Culm, Viséen supérieur et Namurien (daté entre -346 et -315 millions d'années) et dans une moindre mesure, au Stéphanien (daté entre -307 et -299 millions d'années).
Le charbon est exploité avant la révolution industrielle, l'activité est alors artisanale. Le XIXe siècle voit l'accord des premières véritables concessions et l'intensification des recherches, la production s'industrialise pour alimenter les fours à chaux de la région. L'activité décline fortement au XXe siècle et cesse définitivement en 1950 après le renoncement de la société Kodak-Pathé. La production totale du gisement s'élève à 7 millions de tonnes.
Plusieurs vestiges subsistent au début du XXIe siècle, tels que des terrils, des hautes cheminées et des ruines de bâtiments miniers.

## Situation

Carte de l'étendue du bassin houiller de Laval.
Culm, Viséen supérieur et Namurien
Stéphanien
- Limites départementales

Le bassin houiller s'étend du centre-ouest au sud-est du département de la Mayenne jusque dans la Sarthe en région française des Pays de la Loire entourant la ville de Laval.
Les gisements houillers voisins sont les deux bassins houillers du Molay-Littry et du Plessis-Lastelle au nord, en Normandie, tandis que le bassin houiller de Basse Loire est le plus proche, au sud.

## Géologie
Le bassin houiller de Laval est composé de deux gisements géologiquement différents : la majorité de la superficie appartient aux âges Culm, Viséen supérieur et Namurien (daté entre -346 et -315 millions d'années) formé de lentilles charbonneuses et chapelais irréguliers et plissés, exploité par 17 concessions et la partie située à l'extrémité ouest, à Saint-Pierre-la-Cour, appartient au Stéphanien (daté entre -307 et -299 millions d'années). Il est formé de trois cuvettes qui reposent sur le Namurien, avec des couches régulières et très peu plissées (mais faillées) qui sont exploitées par une seule et unique concession,. Le charbon exploité à Saint-Pierre-la-Cour est soit de la houille sèche à longue flamme, soit de la houille grasse à courte ou longue flamme. La teneur en cendre est de 10 % en moyenne et contient toujours du soufre.
L'épaisseur des couches du gisement d'anthracite du Culm-Viséen-Namurien reste faible, majoritairement inférieur à un mètre, elles sont séparées par d'épaisses couches stériles (grès et schiste). Sous l'effet des plissements de terrains, les couches forment parfois des chapelets avec des renflements mesurant 6 à 20 mètres d'épaisseurs appelés « brouillards » qui permettent des périodes de prospérité alors que, d'autres fois, les couches serrées, écrasées appelées « crains » provoquaient des périodes déficitaires avec fermeture ou regroupement de concessions,. La qualité du charbon est globalement de qualité médiocre avec une teneur en cendres élevée, comprise entre 20 et 30 %, parfois plus, comme dans la concession de Varennes où le charbon trouvait difficilement preneur. En revanche, la qualité du charbon était plutôt bonne dans les concessions de Solesmes et de Sablé-sur-Sarthe avec moins de 10 % de cendres. Ces deux dernières concessions sont par contre grisouteuses.

## Histoire
Comme dans le proche bassin houiller de Basse Loire, l'exploitation des affleurements est « très ancienne » (temps modernes) selon le BRGM. Le charbon est d'abord extrait par des tranchées, des galeries débouchant directement au jour et des puits peu profonds, rapidement abandonnées en raison des difficultés d'assurer l'exhaure avant la révolution industrielle. La première mention officielle fait état d'une découverte du gisement à Auvers-le-Hamon en 1805. Cette découverte permet d'augmenter la production de chaux destinée à l'amendement des terres agricoles. Le XIXe siècle est une période de forte recherche qui voit l'accord de plusieurs concessions entre 1820 et 1890 avec des travaux profonds (550 mètres atteints au puits Clothilde de Bazouges). Ces concessions connaissent des abandons, des relances et des groupements, l'exploitabilité du gisement étant plutôt mauvaise et peu rentable,.
La majorité des sociétés exploitantes disparaissent au début du XXe siècle et leurs droits sont cédés à des particuliers. Certains centres d'exploitations subsistent mais sont exploités de façon très irrégulière. Plusieurs tentatives de relances ont lieu pendant et après la Première Guerre mondiale : la Balorais (1918-1921) dans la concession de Saint-Pierre-la-Cour, le puits no 2 de la concession du Genest-Saint-Isle jusqu'en 1925, Montigné jusqu'en 1923, le puits de la Baudonnière jusqu'en 1928 à la concession de La Bazouge-de-Chemeré et à Montfroux (1924-1925).
La dernière relance a lieu entre 1943 et 1950 par la société Kodak-Pathé qui extrait 136 000 tonnes de houille en sept ans au puits de la Sanguinière, dans la concession de Sablé-sur-Sarthe, avant de renoncer faute de rentabilité.

## Concessions

Carte des concessions du bassin houiller de Laval :

| - Terrain houiller                    |                                          |
| - Concession de Saint-Pierre-la-Cour  | - Concession du Genest                   |
| - Concession de La Baconnière         | - Concession de Montigné                 |
| - Concession de l'huisserie           | - Concession de Bazougers                |
| - Concession de La Bazouge-de-Chemeré | - Concession de Linières et la Cigotière |
| - Concession de Gomer                 | - Concession de Sablé-sur-Sarthe         |
| - Concession de Solesmes              | - Concession de Poillé                   |
| - Concession de La Promenade          | - Concession de Montfroux                |
| - Concession de Varennes              | - Concession d'Epineux-le-Seguin         |
| - Concession de Viré                  | - Concession de Brûlon                   |

### Saint-Pierre-la-Cour
La concession de Saint-Pierre-la-Cour est la seule concession exploitant la partie du bassin datant du Stéphanien, elle est accordée par ordonnance royale du 11 octobre 1830 pour une superficie de 1 539 ha. Elle est exploitée de 1880 à 1921. Monsieur Armand Chappée en fait l'acquisition en 1907. La Société anonyme des chaux et ciment Lafarge (qui possède une carrière et une cimenterie à proximité) émet une demande de mutation à son nom en 1947, mais celle-ci est refusée,. La concession est finalement renoncée en 28 février 1968.
La cuvette des Germandières est découverte en 1828. Deux tiers du gisement y sont exploités entre 1830 et 1876, ce qui représente un volume de 530 000 tonnes (94,6 % de la production de la concession). Treize puits sont creusés dans cette cuvette, les principaux sont le puits du Grand Solitaire, le puits du Petit Solitaire, le plan incliné et le puits du bois des Germandières, le puits de la Prise-Goberon et le puits des Feux-Villaines. Le gisement est d'assez bonne qualité et le terrain assez peu accidenté. Il existe 17 veines dont 6 à 7 sont exploitées, individuellement, elles mesurent entre 15 et 70 cm et sont séparées par du schiste, du grès et du poudingue mais elles cumulent ensemble 3 à 4 mètres). En revanche, l'eau est omniprésente.
La cuvette de la Balorais est restée peu exploitée (30 000 tonnes), un seul puits de 176,80 mètres a été foncé et rencontre six veines, dont quatre sont exploitables (entre 70 cm et 2 mètres). Il est exploité de 1874 à 1921.

Mine de la Balorais.
D. descenderie ; P. puits ; 1. machine à vapeur ; 2. réserve d'eau. Gris : zone exploitée.
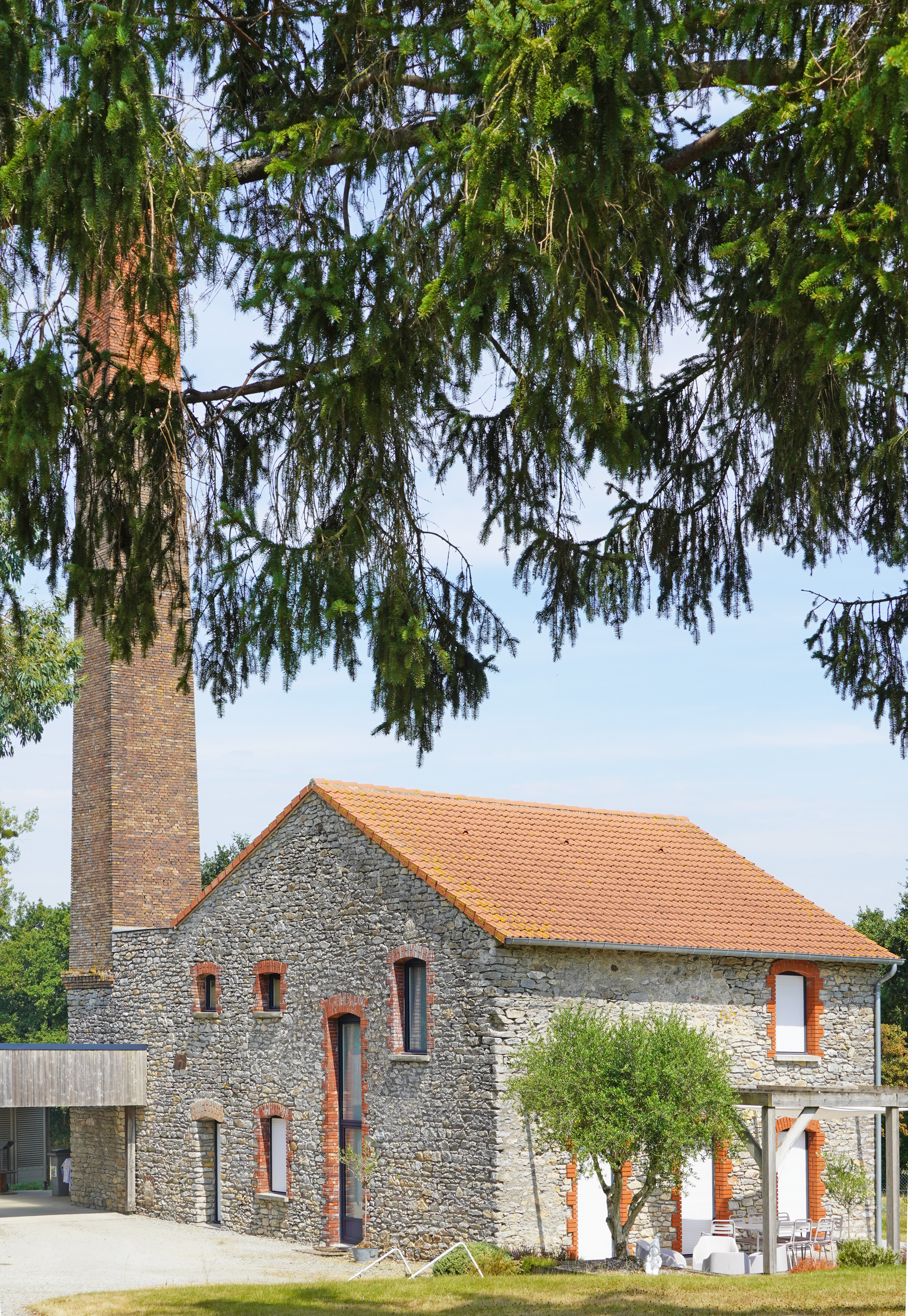
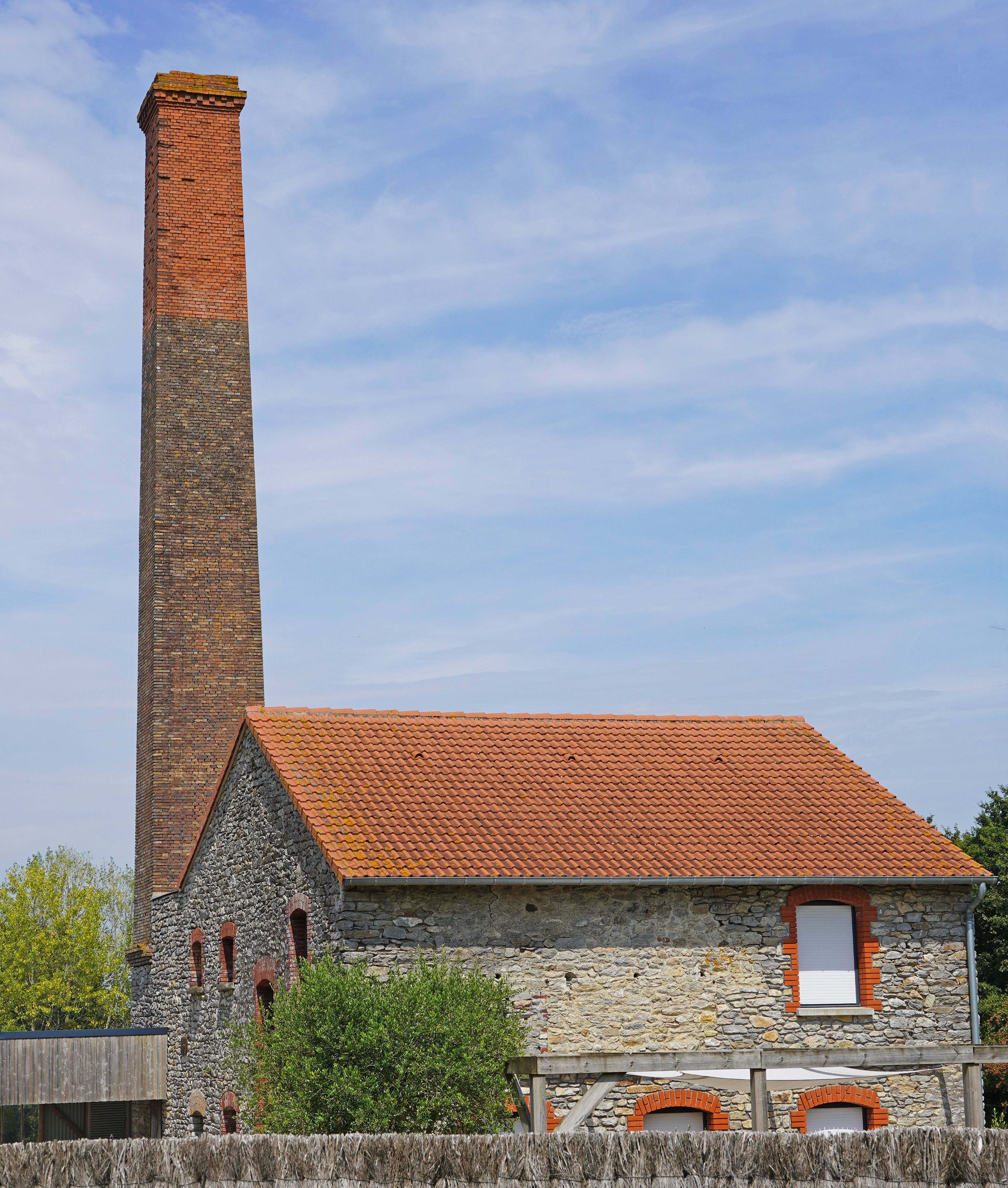
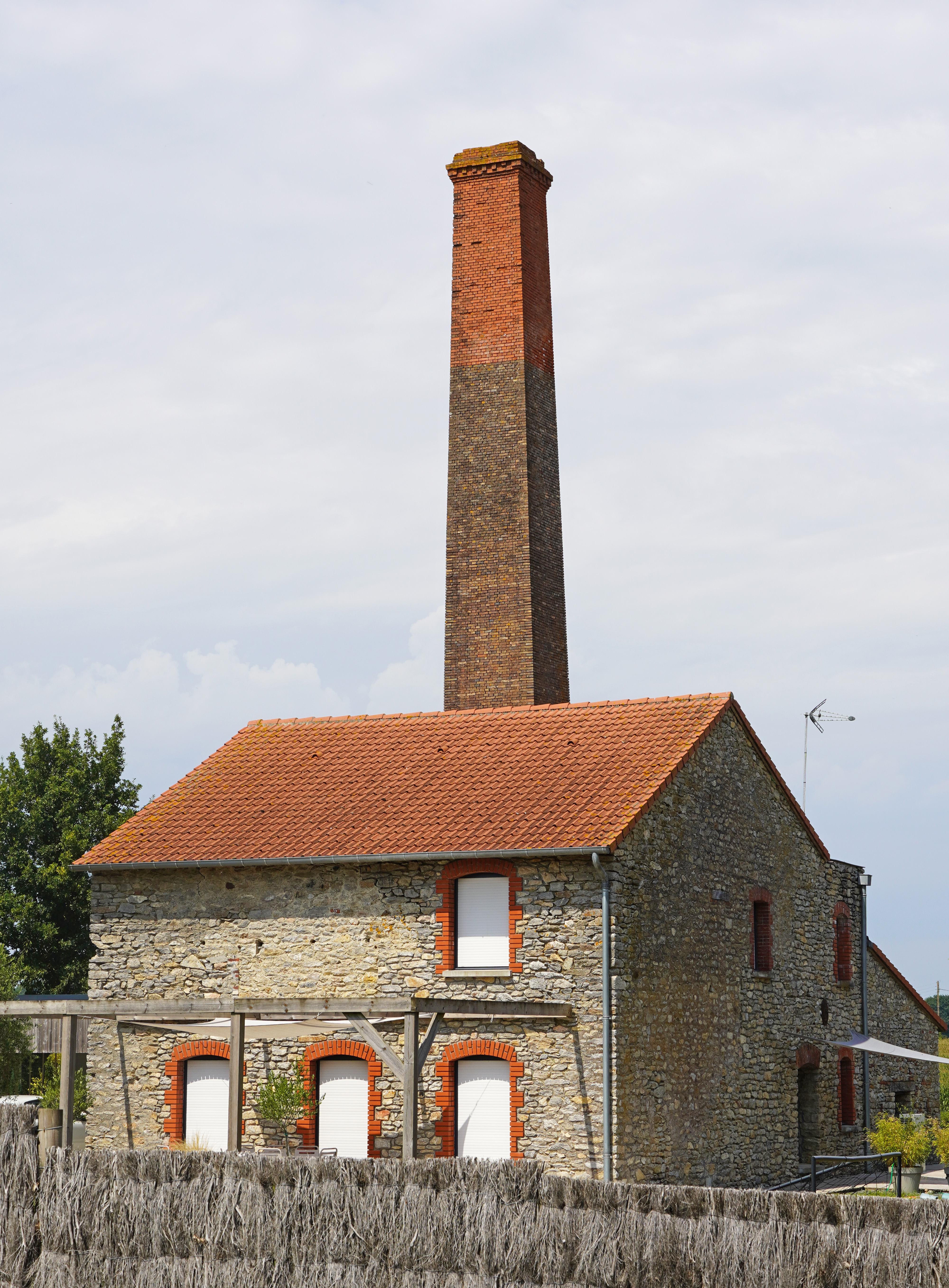
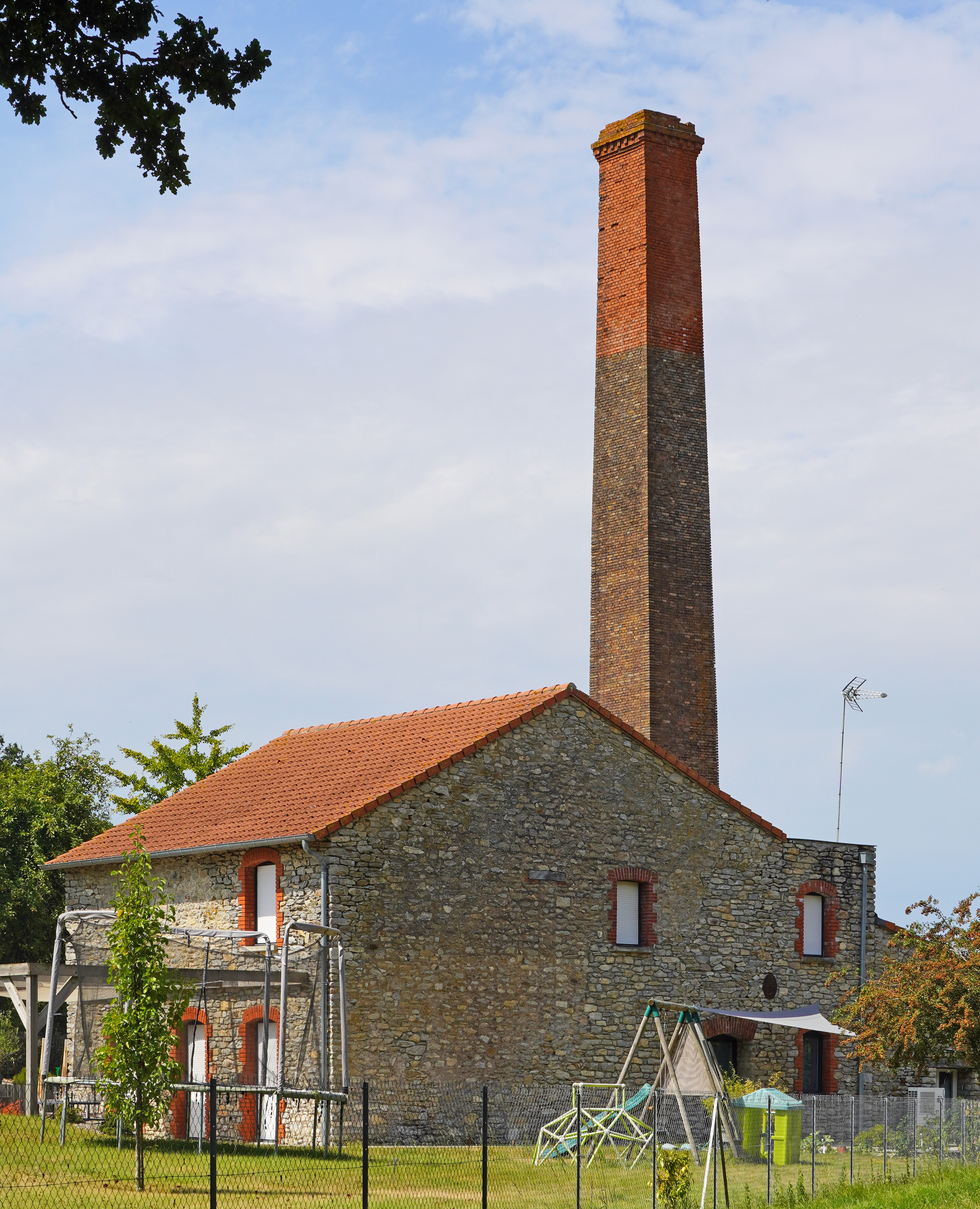

### La Chaunière et les Bordeaux ou la Baconnière
La concession de La Baconnière possède une superficie de 1 567 ha. Elle est exploitée de 1834 à 1869. La concession est abandonnée en raison de fortes arrivées d'eau dans les puits qui sont tous reliés entre eux. En 1868, l'exhaure aux puits Bouly et la Roussière atteint une moyenne de 6 m3/h avec des pics à 30 m3/h. La compagnie exploitante ne parvient pas à véritablement rentabiliser l'exploitation. Pour cela il aurait fallu que les couches soit verticales, pour que les puits soit utiles sur toute leur hauteur et que le charbon soit tendre à l'abattage. L'anthracite est toutefois de très bonne qualité et est très demandé pour la fabrication de la chaux, ce qui en fait le charbon le plus cher de la région.
| Veine                      | Puits                                 | Type     | Profondeur | Épaisseur de la couche        |
| -------------------------- | ------------------------------------- | -------- | ---------- | ----------------------------- |
| La Séguinais               | Puits du Chemin                       |          | 48 m       |                               |
| La Séguinais               | Puits Bellevue                        |          | 43 m       |                               |
| La Séguinais               | Puits Victor                          |          | 50 m       |                               |
| La Séguinais               | Puits de la Chataigneraie             |          | 60 m       |                               |
| La Séguinais               | Puits de la Monnerie                  |          |            |                               |
| La Chaunière               | Puits Urbain I                        | incliné  | 116 m      | 0,30 à 0,33 m                 |
| La Chaunière               | Puits Urbain II                       | incliné  | 75 m       |                               |
| La Chaunière               | Puits Saint-Joseph                    |          |            | 0,35 à 0,60 m                 |
| La Chaunière               | Puits Sainte-Barbe                    | incliné  | 67 m       |                               |
| La Chaunière               | Puits de la Motte                     | incliné  | 30 m       |                               |
| La Chaunière               | Puits Saint-Charles                   | vertical | 233 m      |                               |
| La Chaunière               | Puits Mathieu                         | vertical | 425 m      | 0,40 à 0,50 m                 |
| La Chaunière               | Puits Edouard                         | incliné  | 87 m       | 0,40 à 0,50 m                 |
| La Chaunière               | Puits Henri                           | incliné  | 83 m       |                               |
| La Chaunière               | Puits de la Chaunière                 | incliné  | 350 m      | 0,45 m                        |
| La Chaunière               | Puits de la Clé                       | incliné  | 106 m      |                               |
| La Chaunière               | Puits de la Planche no 1              | incliné  | 60 m       |                               |
| La Chaunière               | Puits de la Planche no 2              | incliné  | 35 m       |                               |
| La Chaunière               | Puits de la Roussière (fermé en 1869) | vertical | 265 m      | 0,50 m                        |
| La Chaunière               | Puits Bouly (fermé en 1869)           | vertical | 136,5 m    | Amas de 20,00 m               |
| La Chaunière               | Puits Boutruchère                     | vertical | 50 m       |                               |
| La Chaunière               | Puits Favrie                          | vertical | 250 m      |                               |
| La Chaunière               | Puits Beurière                        | vertical | 350 m      |                               |
| La Chaunière               | Puits Fromengère                      |          |            |                               |
| La Chaunière               | Puits Boussinière                     |          |            |                               |
| La Merguinière et la Lande | Puits Sainte-Marie                    |          | 33 m       | 0,30 à 3,00 m                 |
| La Merguinière et la Lande | Puits de la Merguinière               |          |            | 0,52 m                        |
| La Merguinière et la Lande | Puits de la Lande                     | vertical | 50 m       | 0,50 m                        |
| La Merguinière et la Lande | Puits Saint-Louis                     |          | 35 m       |                               |
| La Merguinière et la Lande | Puits de la Couleuvre                 |          | 33 m       |                               |
| La Merguinière et la Lande | Puits de la Coulée Verte              |          | 133 m      | 0,30 à 0,40 m, parfois 1,50 m |
| La Merguinière et la Lande | Puits de la Tonnerie                  |          |            |                               |
| La Merguinière et la Lande | Puits Saint-Jean                      | incliné  | 70 m       | 0,60 à 0,70 m                 |
| La Merguinière et la Lande | Puits de la Havardais                 |          |            |                               |
| La Merguinière et la Lande | Puits de la Ruyère                    |          |            |                               |

Entre 2011 et 2013, trois têtes de puits se sont effondrées dont une sur trente mètres. En 2014, les services de la préfecture décident de rendre 10 % du territoire communal de La Baconnière inconstructible en raison des risques miniers, y compris la moitié d'une zone d'activité (5 ha). Seules des études de sols précises et coûteuses permettent d'autoriser une construction.

### Le Genest
La concession du Genest-Saint-Isle est exploitée de 1841 à 1925,. Cette concession possède des couches plus facilement exploitables que la moyenne du bassin. Elle connait plusieurs périodes de prospérité avec des bénéfices notables.
Le gisement est composé de trois couches exploitées : la couche supérieure mesure 80 cm, la couche moyenne mesure 2 à 6 mètres avec une moyenne à 2,5 mètres, enfin la couche inférieure mesure 70 cm de moyenne avec un maximum à un mètre. Des mines d'or et d'antimoine sont exploitées sur la même commune entre 1898 et 1954.
Coupe des Brûlés et de la Maison Neuve
La coupe des Brûlés est un puits incliné dont il subsiste des terrils dans les années 1970.
Puits no 1 / de la Maison Neuve
Le puits no 1 est creusé à 125 mètres à l'ouest du puits des Brûlés sur une cinquantaine de mètres de profondeur. Les travaux souterrains des deux puits communiquent. Le puits no 1 connait un premier abandon en 1848. Il est réexploité entre 1860 et 1870. Un puits et une descenderie situés dans le voisinage sont remblayés vers 1930.
Groupe du Haut-Bourg
Les travaux du Haut-Bourg sont situés à 500 mètres au sud-ouest du puits no 1, ils sont ouverts vers 1830 et abandonnés vers 1860,.
En 2007, la tête du puits du Haut-Bourg s'effondre sur quatre mètres de profondeur et dix de diamètre. Il est obturé par un bouchon en béton par la Drire.
Groupe des puits no 2 et no 3
Les puits no 2 et no 3 sont jumelés et implantés 500 mètres au sud des travaux du Haut-Bourg. Le puits no 2 possède une section de un mètre sur deux et 72 mètres de profondeur. Ce puits sert à l'exhaure après 1920 avant d'être abandonné en 1926.
Puits no 4
Le puits no 4 possède une section de 1,40 mètre × 3,00 mètres et 200 mètres de profondeur. Il n'est pas encore remblayé en 1969.
Puits no 5
Le puits no 5 possède une section de un mètre sur deux et 65 mètres de profondeur. Il est remblayé après sa fermeture.
Descenderie
La descenderie est située à 100 mètres à l'ouest du puits no 5 et pour le passage des ouvriers.

### Montigné et l'Huisserie
La concession de Montigné et l'Huisserie s'étend sur 1 110 ha. Elle est exploitée de 1857 à 1923.
Le gisement de cette concession activement exploitée est réputé majoritairement épuisé.
L'Huisserie
Le charbon de l'Huisserie est reconnu en 1823, les couches mesurent 3 à 6 mètres, les « brouillards » peuvent atteindre jusqu'à 30 mètres d'épaisseur. L'exploitation commence par de simples tranchées et des puits de faible profondeur qui, avec plusieurs sondages, permettent une reconnaissance du gisement jusqu'en 1853. La concession est accordée à la compagnie de Montigné par décret impérial du 4 juillet 1857. Dès l'année suivante, l'exploitation commence réellement avec trois puits : le puits Sainte-Barbe, le puits intermédiaire et le puits Saint-Charles qui exploitent une couche irrégulière alternant entre « brouillard » (amas de couches) et « crains » (amincissement des couches). Une période de prospérité s'ouvre à partir de 1860 avec un apogée en 1863 (production de 246 808 hectolitres). La guerre franco-allemande de 1870 affaiblit l'économie et le déclin des mines s'amorce dès 1876. Un second champ d'exploitation ouvre en 1874 au nord-ouest du premier, en direction de la concession de Montigné, il est formé de deux puits : le puits de l'Angerie (200 mètres de profondeur) et le puits Edouard. L'exploitation se termine entre 1888 et 1902 par un retour au puits Saint-Charles dont les couches situées entre 100 et 160 mètres sont dépilées,.
L'exploitation des mines fait venir des populations du Nord-Pas-de-Calais qui vivent regroupées entre elles et ne payent pas d'impôts locaux car trop pauvres, ce qui crée des tensions avec les habitants locaux.
Montigné
Entre 1859 et 1875, l'exploitation a lieu au sud de la concession avec quatre puits dont le puits Magenta (130 mètres) et le puits de Montigné (208 mètres). Ces puits exploitent la même couche irrégulière qu'à l'Huisserie, appelée « grande couche ». En 1875, le puits du Bois exploite une zone déjà identifiée par des recherches réalisées entre 1857 et 1859. Il connait un abandon en 1878 en raison de fortes arrivées d'eau (jusqu'à 400 m3/jour. Il est repris en 1892 sous le nom de puits Moreau. Entre 1878 et 1889, l'exploitation s'est déplacée dans le sud de la concession.
Le puits de Montigné est repris jusqu'à 252 mètres de profondeur en 1902 après avoir été renommé puits Toutain. Les couches atteignent jusque 10 à 20 mètres d'épaisseur.

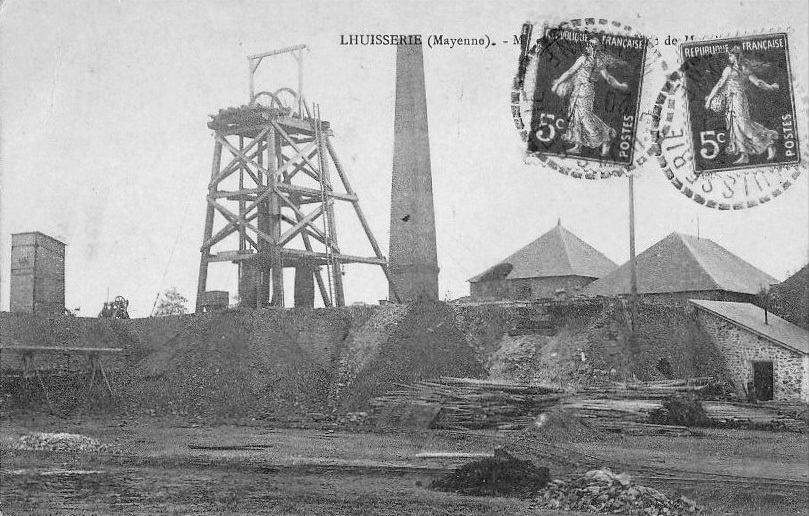
Puits Toutain.
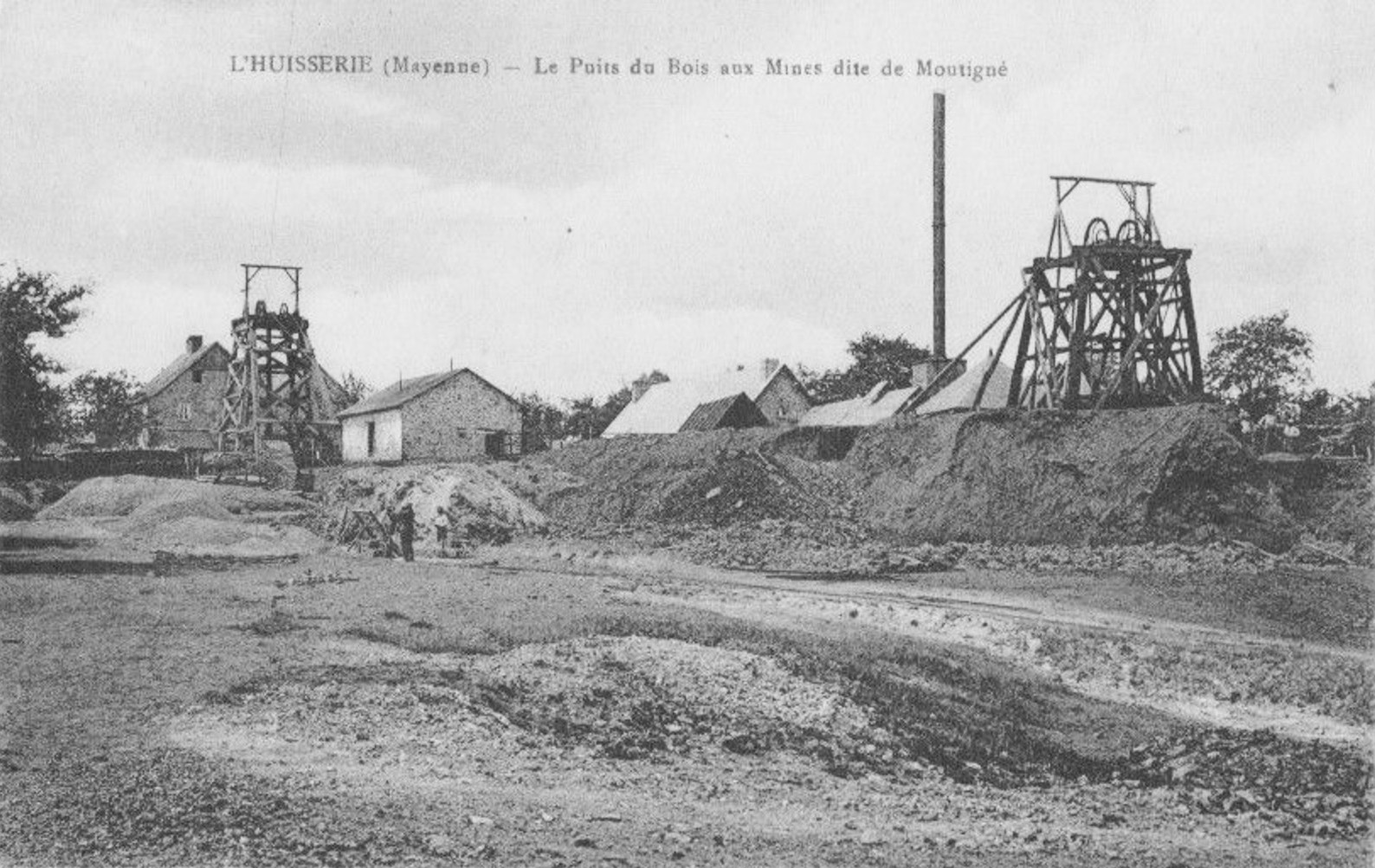
Puits du Bois.
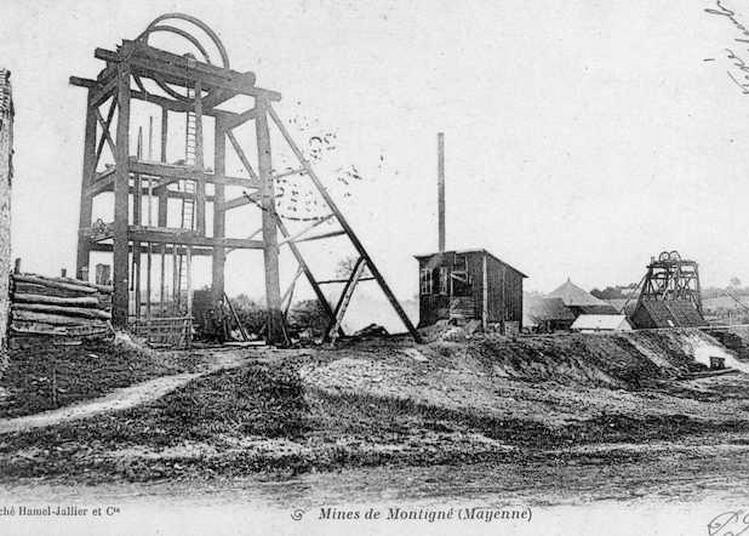
Puits de Montigné.

Après la fusion
Après 1913, les deux concessions de Montigné et de l'Huisserie sont réunies et le puits du Bois arrive à épuisement. C'est pourquoi la zone tampon entre les anciennes concessions est exploitée par le puits Bocage. Il est abandonné en 1923 en raison d'arrivées d'eau de 100 m3/jour.
En 2010, le bureau de recherches géologiques et minières (BRGM) conclut, après des études, que les risques d'affaissement et d'effondrement miniers sont faibles et limités à des zones agricoles. Plusieurs vestiges subsistent au début du XXIe siècle, notamment les ruines du bâtiment de la machine d'extraction du puits de l'Angerie défrichées dans les années 2010.

### Bazougers
La concession de Bazougers possède une superficie de 1 180 ha. Elle est exploitée de 1838 à 1843 par trois puits sur 400 mètres de longueur et 90 mètres de profondeur. Elle est renoncée en 1960,. La partie est du gisement a été explorée jusqu'aux limites de la concession, mais la partie ouest est restée inexplorée en raison d'un passage stérile.

### La Bazouge-de-Chemeré
La concession de La Bazouge-de-Chemeré, d'une superficie de 3 227 ha, est exploitée de 1825 à 1928 avant d'être annulée en 1960.
La production de cette concession, dont les travaux se sont enfoncés jusqu'à 390 mètres sous terre, s'est élevée à 1,5 million de tonnes d'anthracite ; mais le charbon commercialisé est très impur avec 20 à 40 % de cendres. De plus, ce gîte houiller d'âge Westphalien est très irrégulier,. Les trois couches forment parfois des amas de 20 mètres et d'autres fois sont écrasées, étirées pour ne plus faire que 1 à 1,5 mètre d'épaisseur au maximum.
L'exhaure est de 7 m3/h pour chaque puits, quelle que soit leur profondeur : puits Aimé (400 m), puits Clotilde (500 m) et puits de la Baudonnière (280 m).
De 1842 à 1860, de nombreux puits sont exploités, ils sont progressivement approfondis et reliés entre eux.
Liste des principaux puits :
1. le puits vertical Edouard (105 mètres de profondeur) ;
2. le puits vertical Mazagran (102 mètres de profondeur) ;
3. le puits incliné Charlotte (122 mètres de profondeur) ;
4. le puits vertical Aimé (400 mètres de profondeur) ;
5. le puits vertical Vallon (92 mètres de profondeur) ;
6. le puits incliné Amélie (105 mètres de profondeur) ;
7. le puits vertical Clotilde (500 mètres de profondeur) ;
8. le puits vertical Mathieu (193 mètres de profondeur) ;
9. le puits vertical Henri (170 mètres de profondeur) ;
10. le puits vertical Baudonnière (280 mètres de profondeur).

Vers 1860, la volonté de la compagnie est de réduire le nombre de puits actifs. Le puits Aimé et le puits Clotilde deviennent les principaux puits jusqu'en 1895. Pour ne pas interrompre l'extraction, les deux puits sont approfondis suivant la technique de creusement « sous stot » : un second puits est creusé parallèlement au puits principal à partir d'une couche. Une fois la couche suivante atteinte, une galerie est creusée pour arriver sous le puits principal et poursuivre son creusement jusqu'à la seconde couche. Lorsque les deux portions sont terminées, une jonction est effectuée. Les puits sont également équipés d'une descenderie empruntée par le personnel.
Le puits de la Baudonnière est le dernier puits exploité, il connait deux périodes d'activité : d'abord entre 1892 et 1896 puis une relance entre 1925 et 1928 avant d'être définitivement abandonné pour des raisons économiques,.

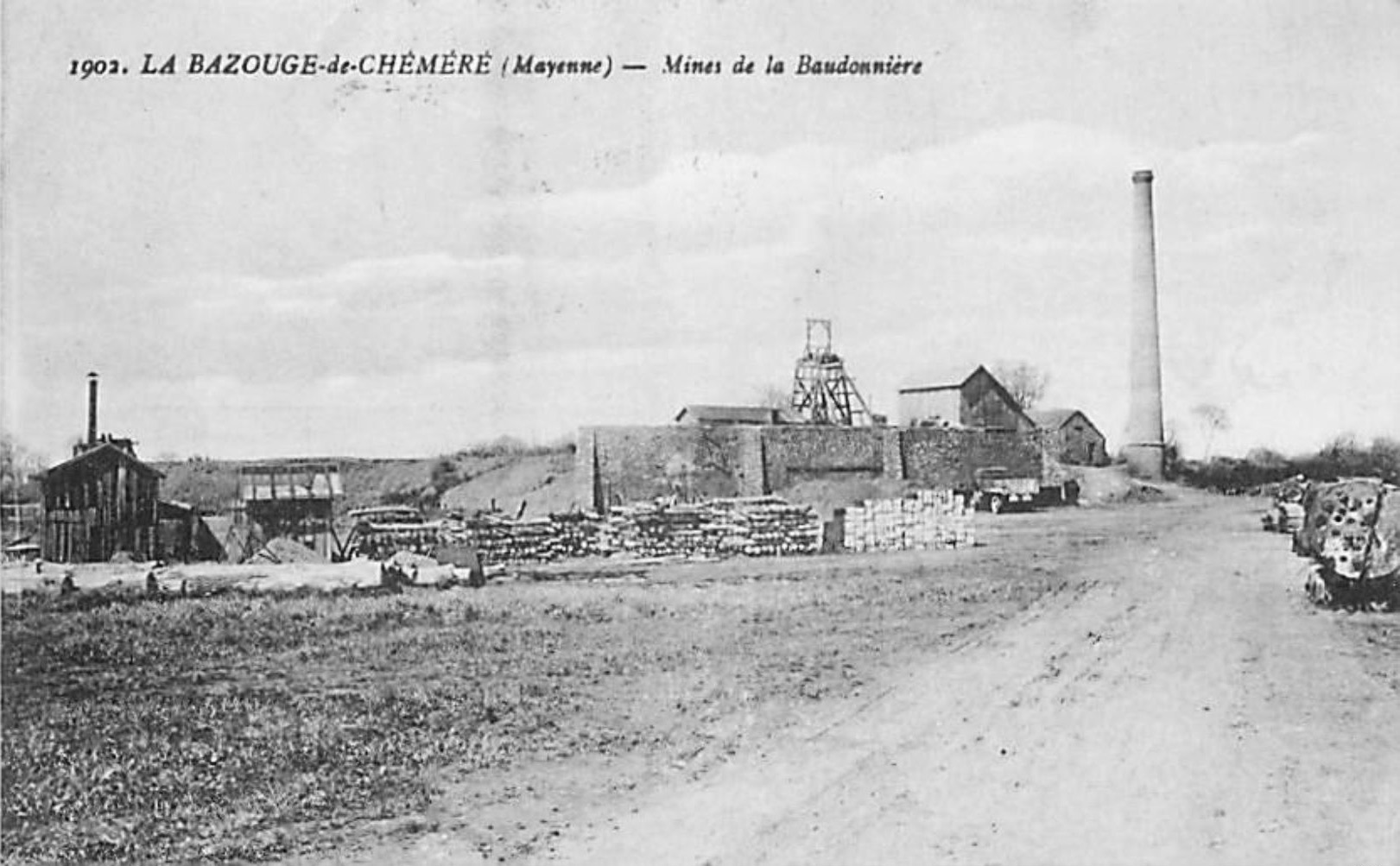
Le puits de la Baudonnière en activité.

Vieille mine de La Bazouge-de-Chemeré (puits de la Baudonnière).
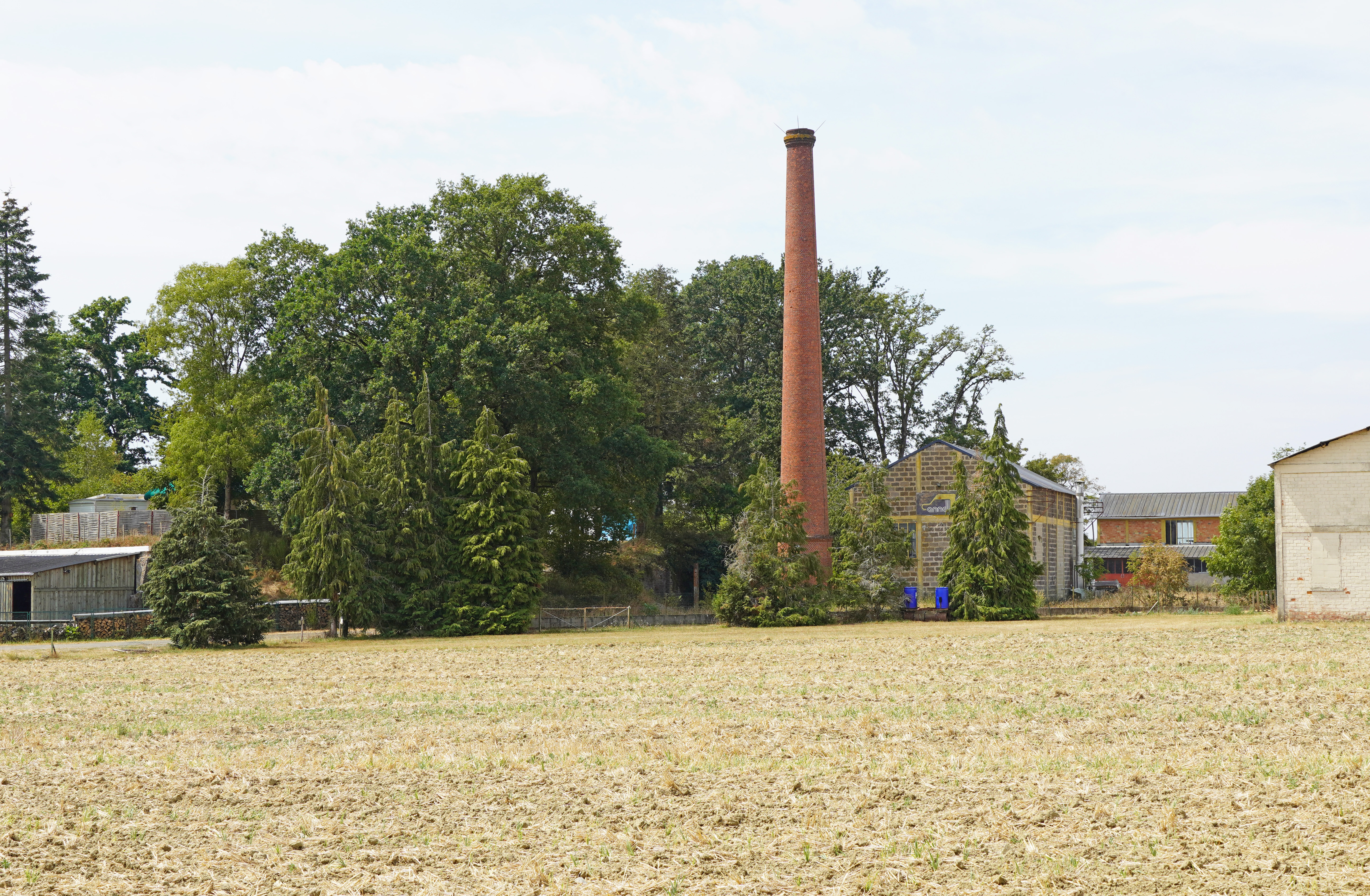
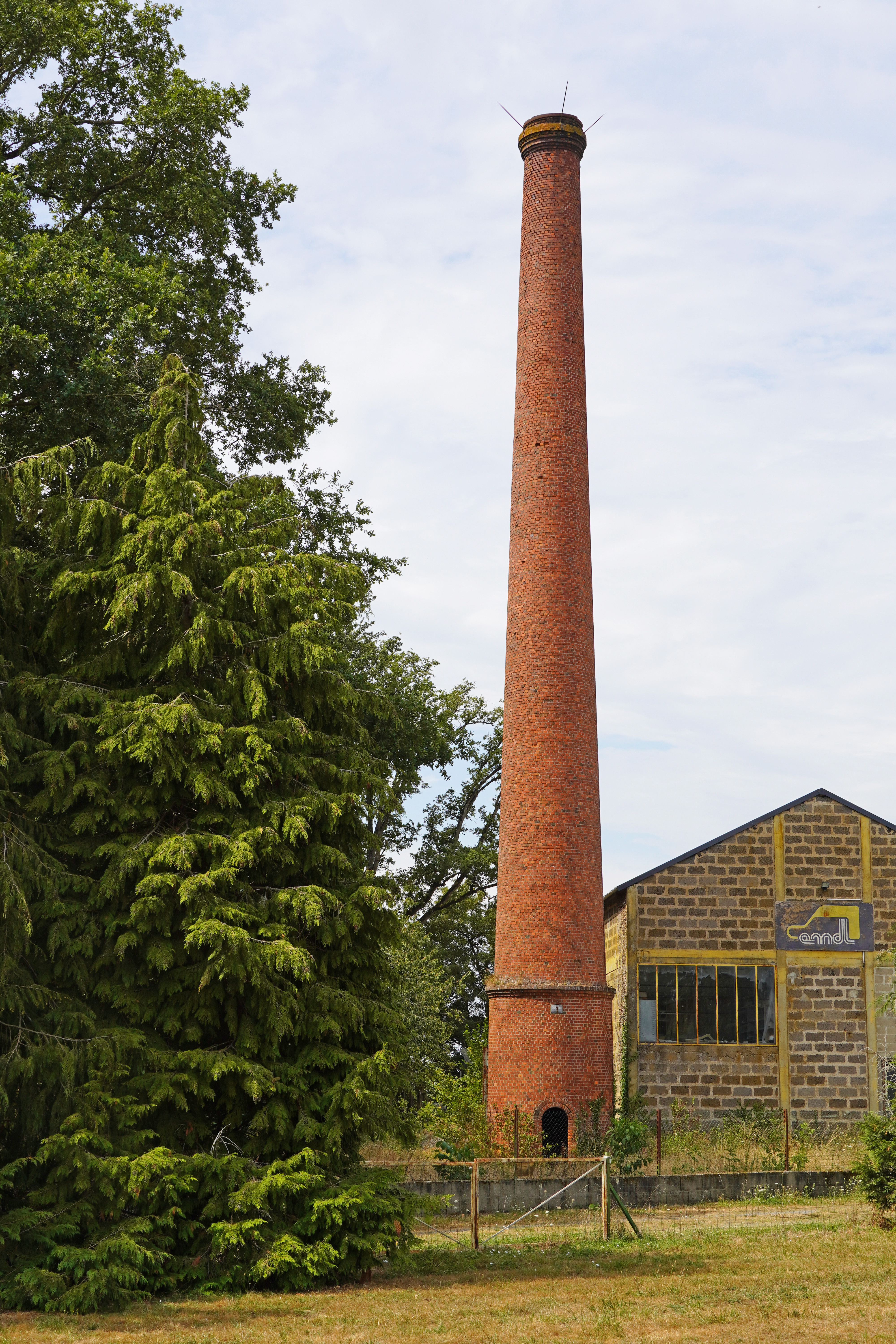
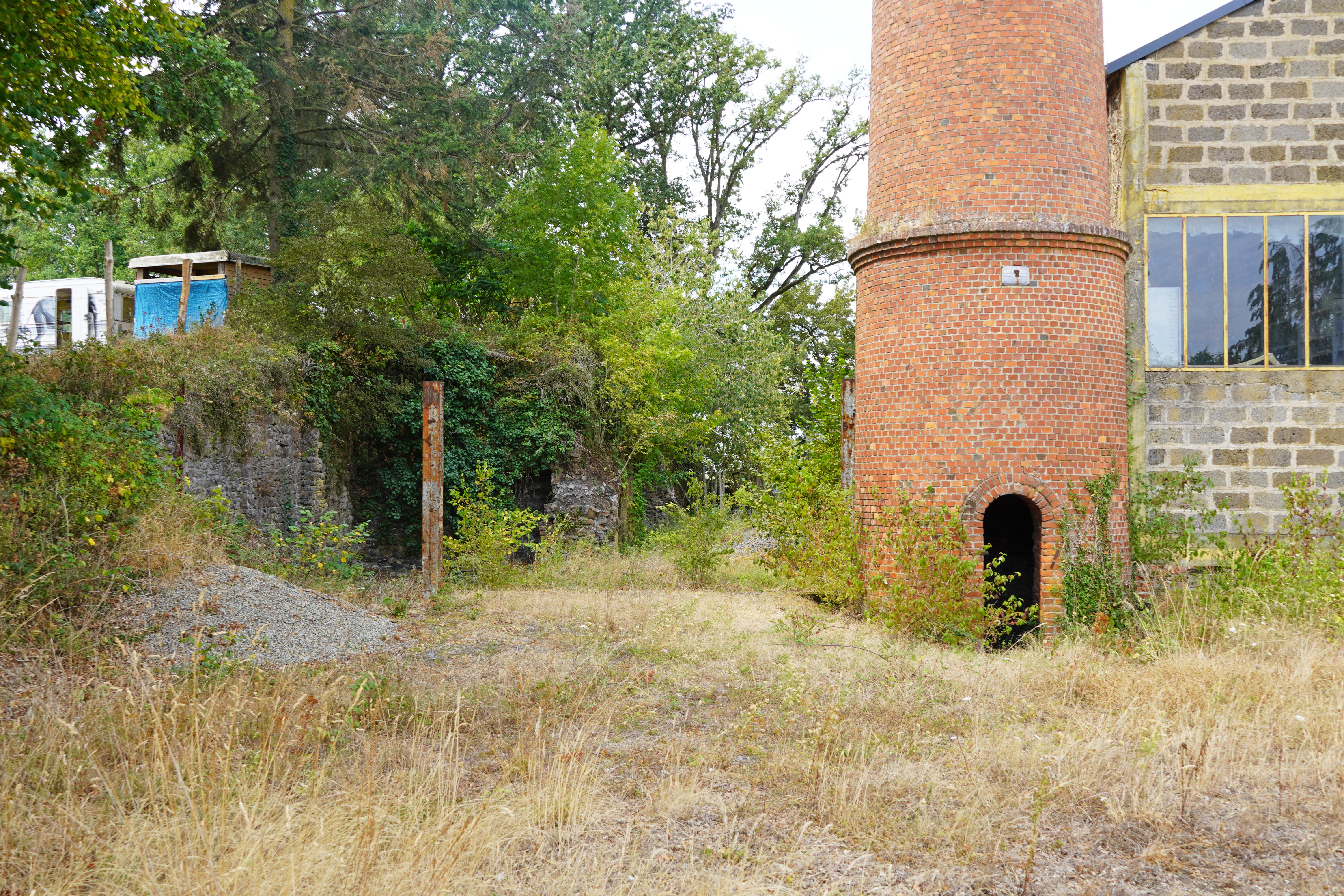

### Gomer
La concession de Gomer est exploitée de façon intermittente entre 1825 et 1838 avant d'être déchue en 1927,. Elle est établie sur la « cuvette de Bouère », d'âge Westphalien.
Une première période d'exploitation a lieu aux affleurements de façon artisanale avec six petits puits dont la profondeur varie de 6,60 à 21 mètres.
Une deuxième période d'exploitation couvre la période 1830-1833 avec quatre puits :
- puits de l'Espérance (43 mètres de profondeur et 34 mètres de galeries) ;
- puits Baudoin (39 mètres de profondeur et 86 mètres de galeries) ;
- puits du Valon (17,30 mètres de profondeur) ;
- puits du Patis (ou Paty, 11 mètres de profondeur).

La mine est acquise par un troisième et dernier exploitant en 1834 qui entreprend un sondage de reconnaissance. Un puits de 34 mètres de profondeur avec double compartiment d'extraction est creusé de 1836 à 1837 pour exploiter une couche censée mesurer un mètre d'épaisseur mais qui n'en fait en réalité que la moitié. Les travaux sont abandonnés début 1838.
Le peu de charbon exploité en 1837 est remonté par le puits du Pâtis,.
Ce sont des arrivées d'eau particulièrement importantes dans les différents puits qui provoquent l'abandon de l'exploitation,. Les pompes les plus puissantes de l'époque sont en mesure de résoudre le problème de l'eau au fond de la mine mais le coût, par rapport à l'intérêt d'exploiter des couches de 0,40 m à 0,50 m, n'est pas jugé rentable,.

### Sablé-sur-Sarthe (Houillères de Juigné-sur-Sarthe)
La concession de Sablé-sur-Sarthe possède une superficie de 11 657 ha. Elle est exploitée de 1822 à 1950 par différentes compagnies : la compagnie des mines d'anthracite de Sarthe et Mayenne vers 1850, la société des mines d'anthracite de Sablé, la société des mines de Juigné-sur-Sarthe (1907-1909), le charbonnage du Maine (1909-1928) et  Kodak-Pathé (1943-1950) avant d'être renoncée en 1950.
Cette concession est grisouteuse et connait plusieurs explosions accidentelles. Les arrivées d'eau dans la mine s'élèvent à 141 900 m3 pour toute l'année 1894 (16 m3/h en moyenne). cela équivaut à remonter entre 8 et 14 m3 d'eau pour une seule tonne de charbon,.

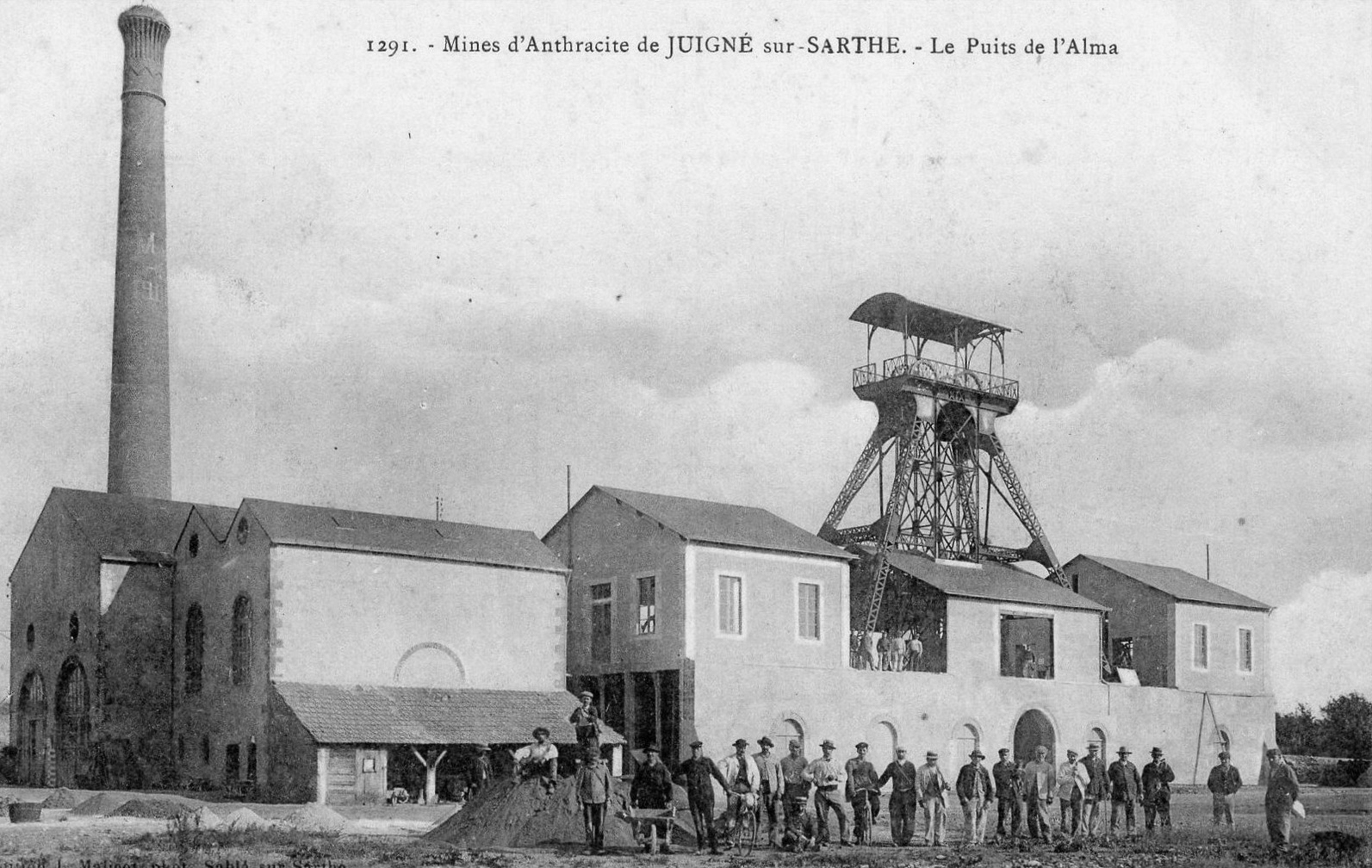
Puits de l'Alma.
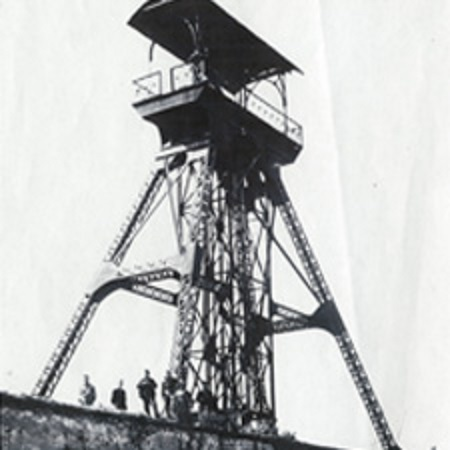
Chevalement de l'Alma.
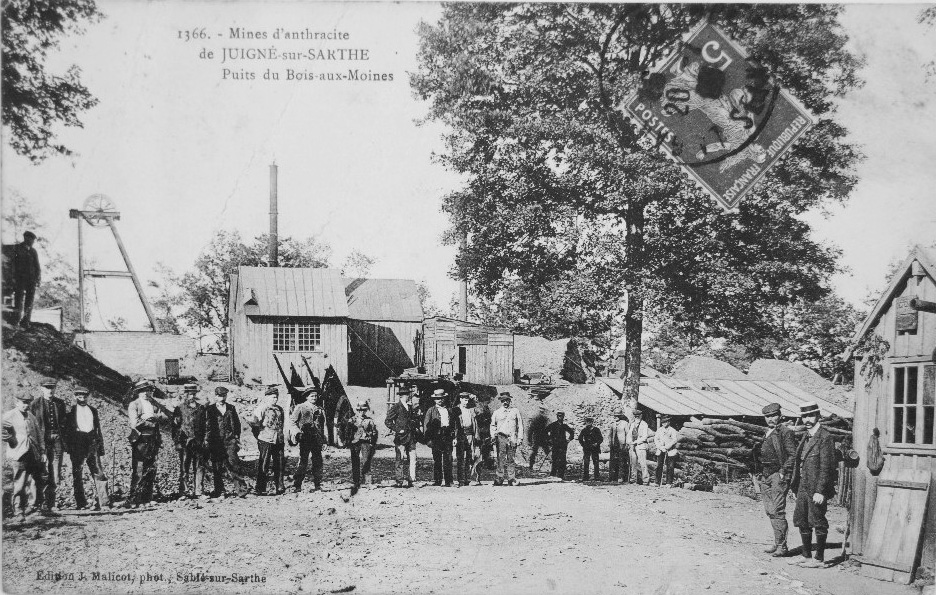
Puits du Bois-aux-Moines.

Vestiges du puits de l'Alma.
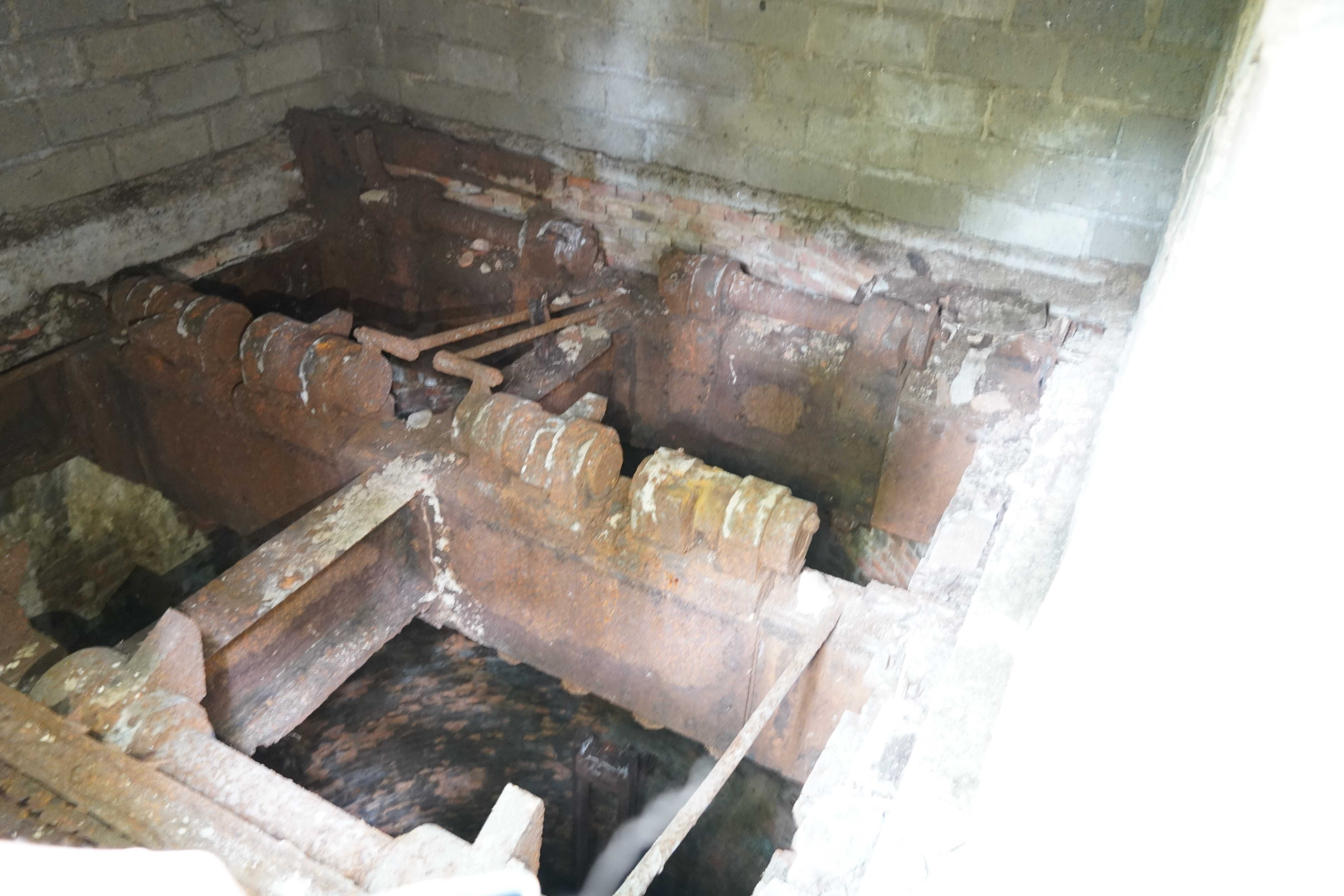
L'orifice du puits, ouvert.
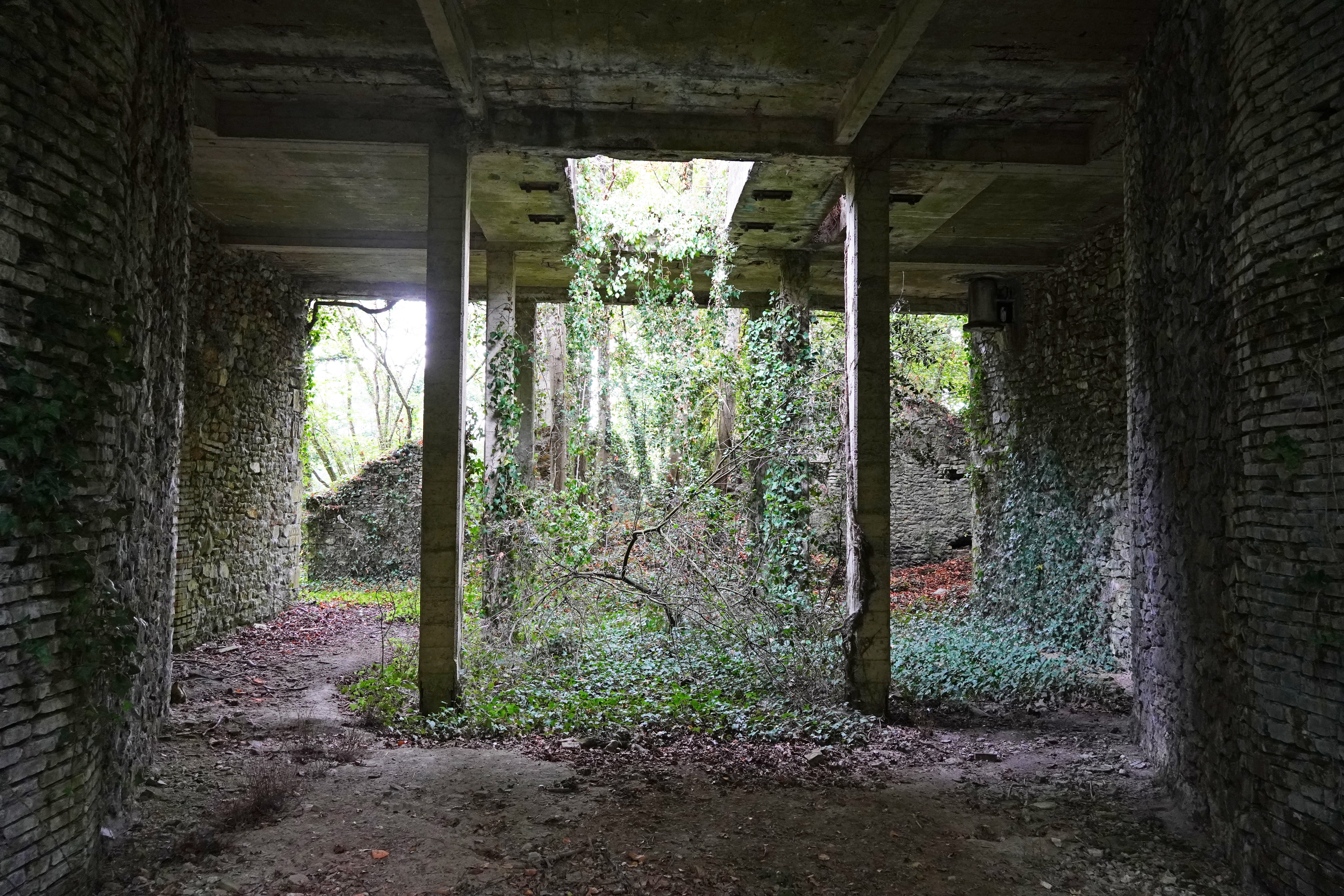
Ruines du bâtiment d'extraction.
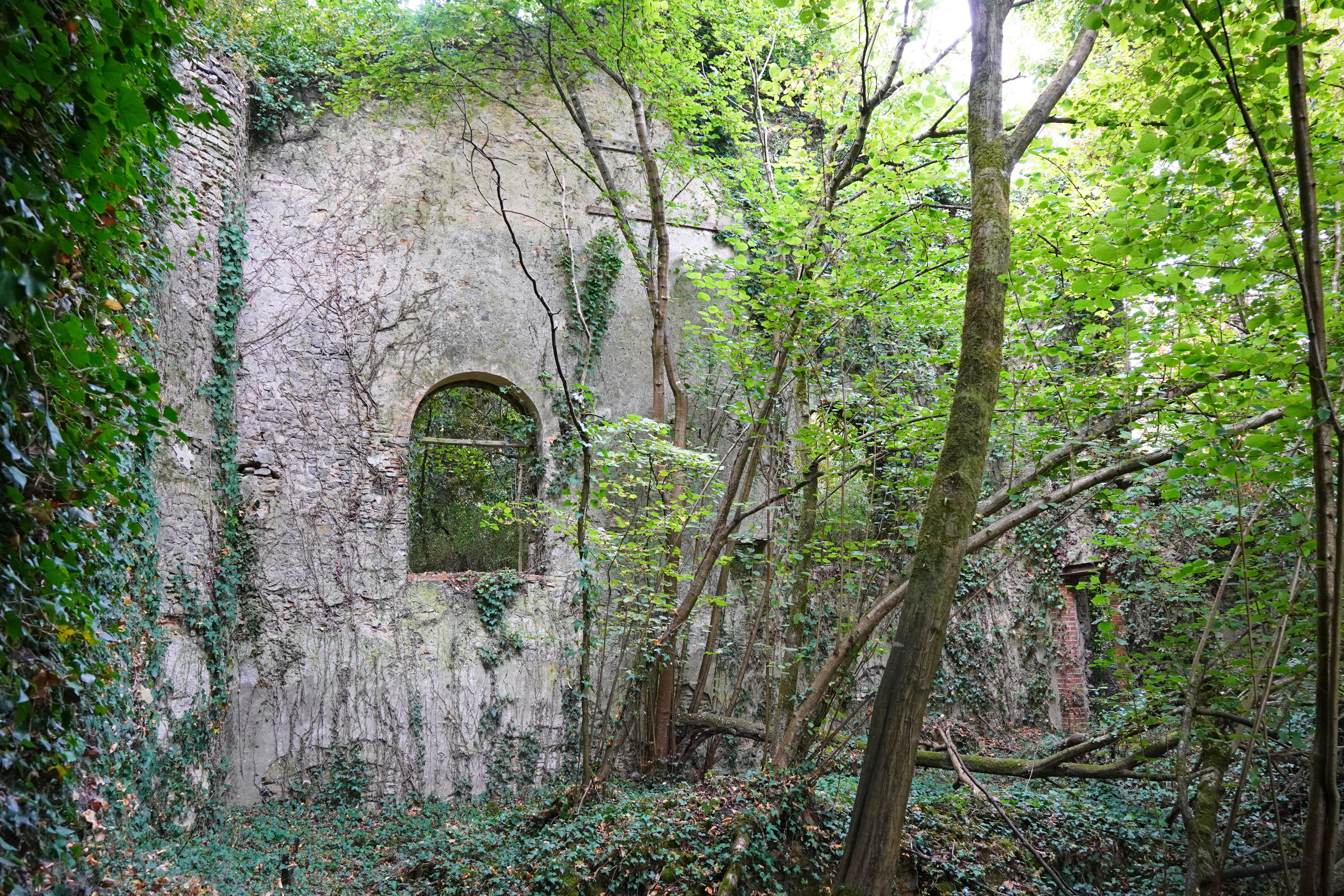
Ruines du bâtiment des chaudières.

Vestiges des puits d'Asnières-sur-Vègre.
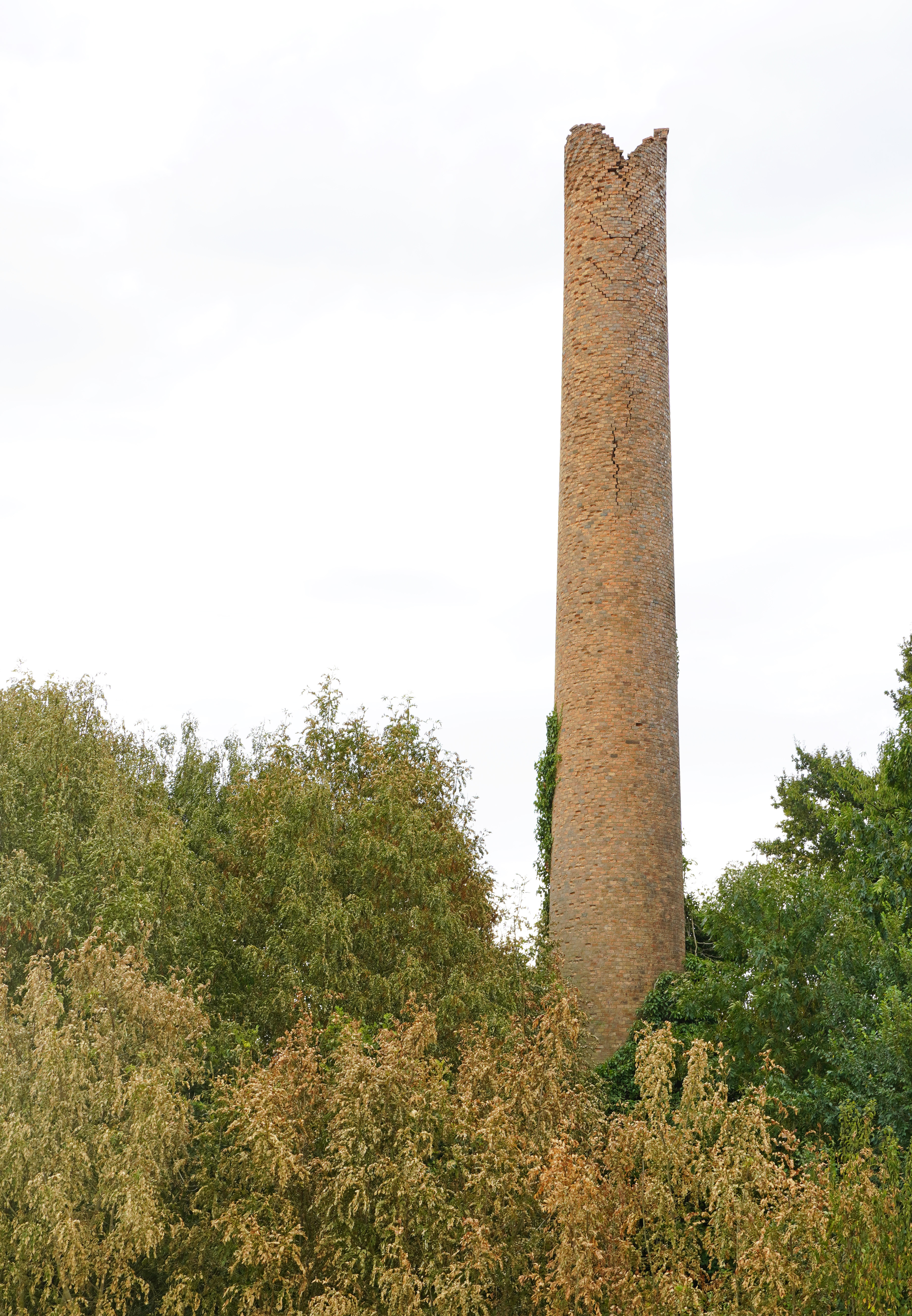
Cheminée du puits de la Detterie.
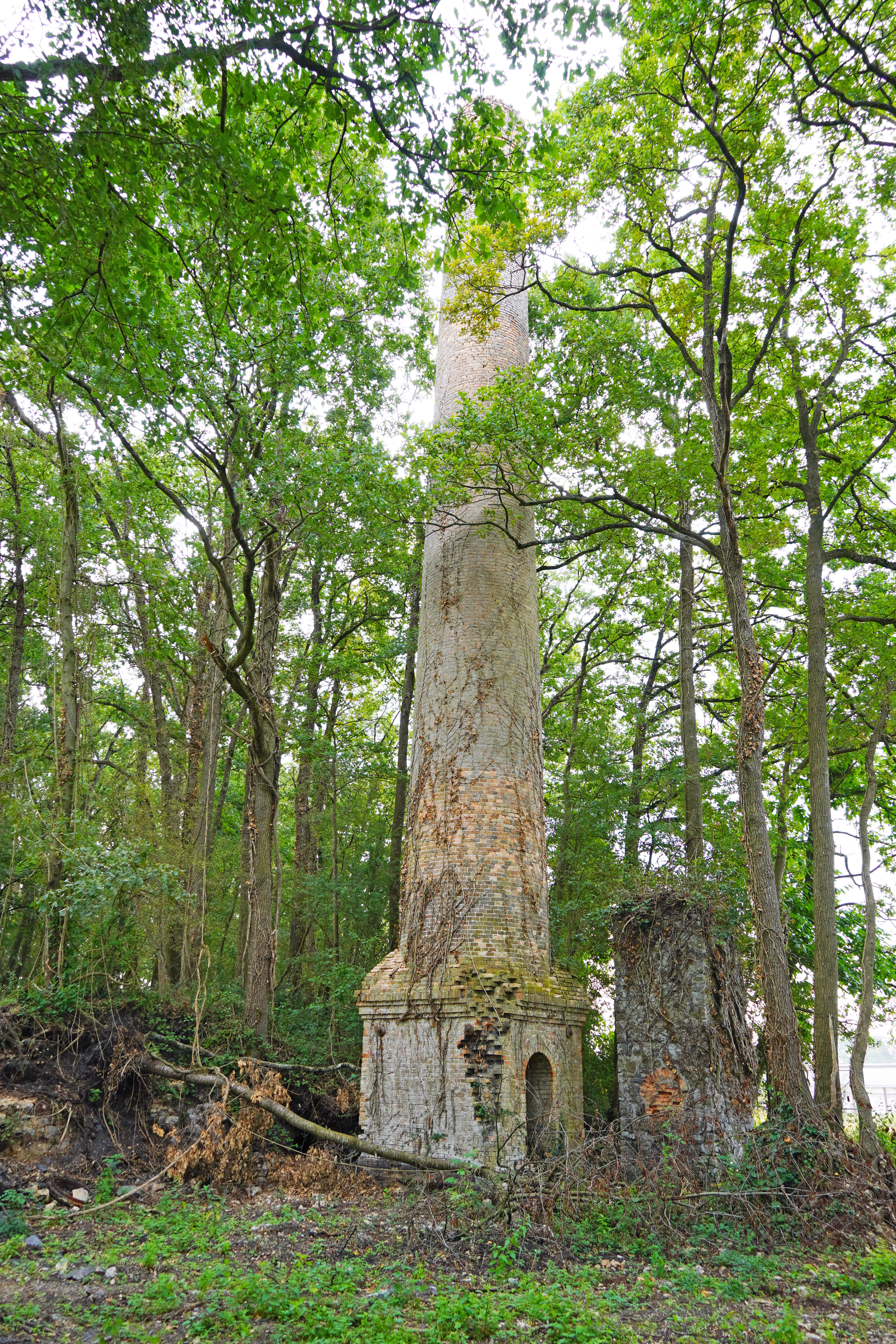
Cheminée du puits de la Filousière.
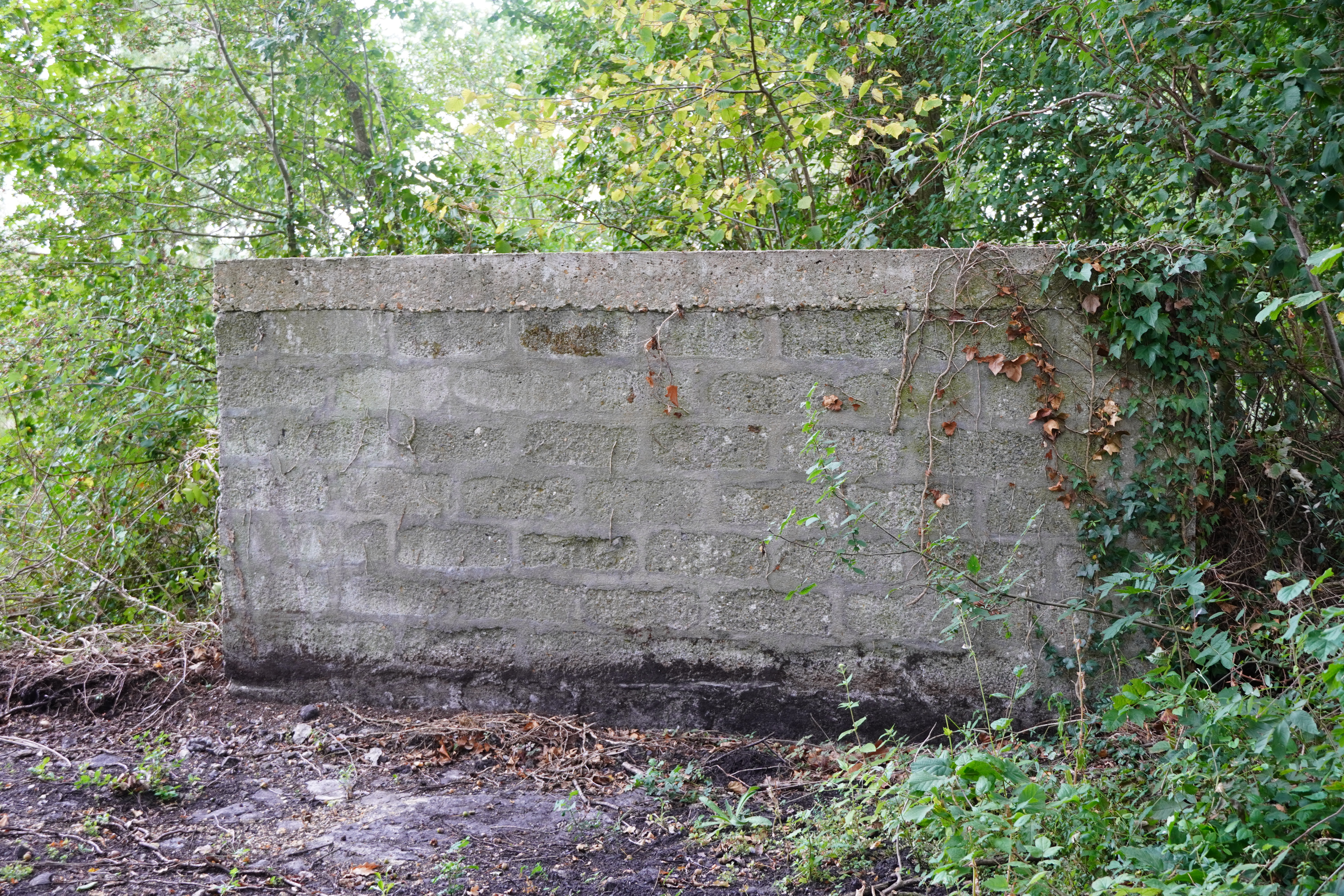
Puits de la Filousière.
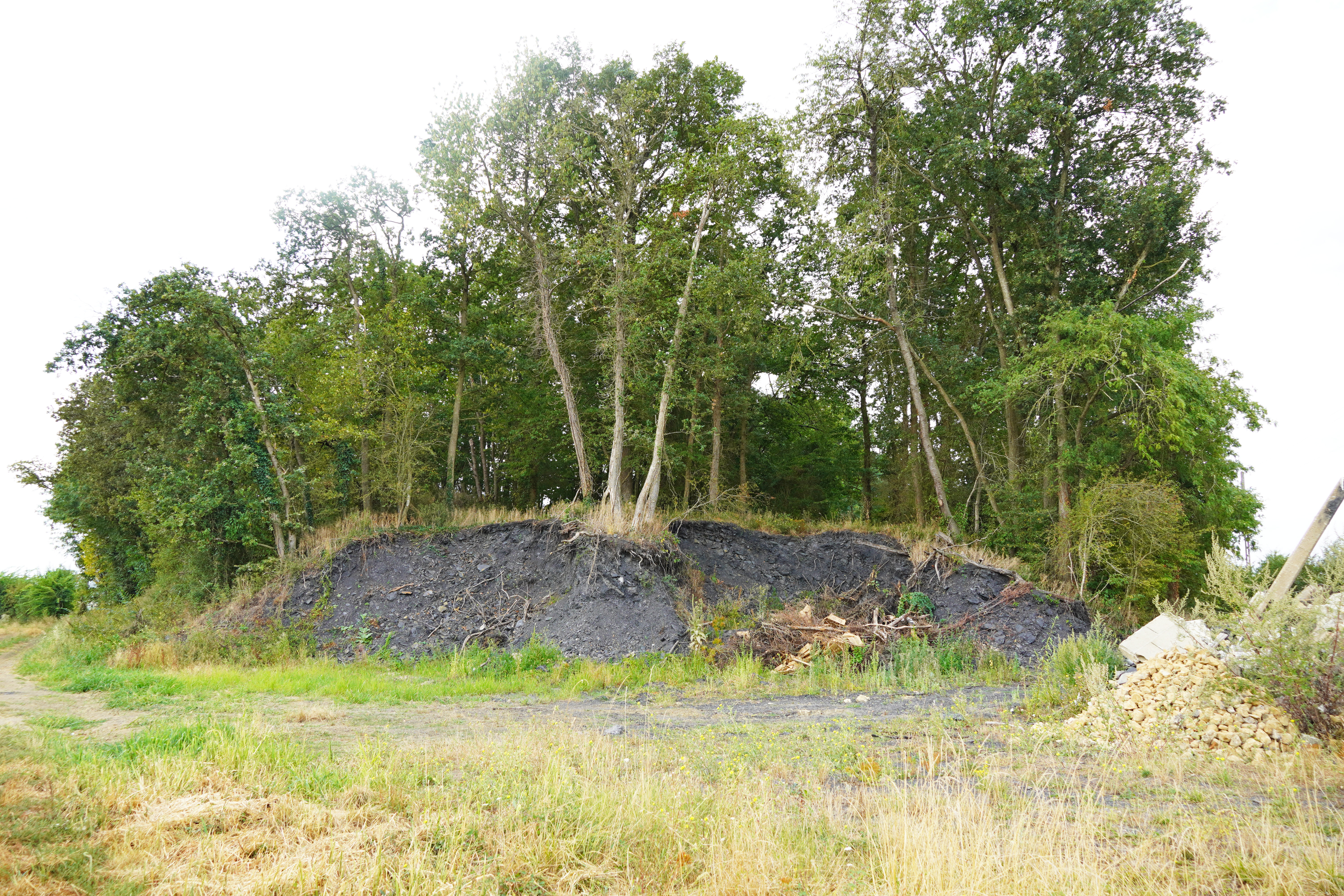
Le terril du puits de la Filousière.

### Solesmes
La concession de Solesmes, qui s'étend sur 970 ha, est exploitée de 1841 à 1850 avant d'être annulée en 1926. Une couche exploitable est extraite en 1848 mais le gisement s'épuise rapidement car limité au sud par un « crins » infranchissable et au nord-ouest par la Sarthe.
La plupart des travaux miniers ne sont que des tranchées et des petits puits. Le puits incliné Saint-Pierre est le charbonnage principal de la concession, il mesure 169 mètres de long et 52 mètres de profondeur. Cinq niveaux sont exploités à 15, 23, 31, 42 et 48 mètres. L'étage 23 est le plus exploité, sur une longueur de 320 mètres. Les travaux sont limités au nord par la Sarthe et au sud par des irrégularités de terrain.
Cette concession est grisouteuse est connait plusieurs explosions accidentelles.

### La Promenade
La concession de La Promenade (Fercé-sur-Sarthe) s'étale sur une superficie de 881 ha. Elle est exploitée de 1868 à 1879 avant d'être renoncée en 1959. Elle est fusionnée à la concession de Sablé, dont les travaux sont distants de 200 mètres. La qualité du charbon y est médiocre. Il se présente sous la forme de trois couches mesurant entre 45 cm et un mètre de puissance. La couche intermédiaire est la seule exploitable car moins accidentée que les autres, les plis et « chapelets » de couches restent fréquents.
Plusieurs puits sont exploités dans cette concession, l'aérage se faisant par le puits no 3 distant de 900 mètres des quartiers exploités, ce qui implique un entretien onéreux. En 1877, des dérangements de couches à 120 mètres de profondeur poussent les concessionnaires à abandonner l'exploitation en dessous de cent mètres.

### Poillé
La concession de Poillé-sur-Vègre possède une superficie de 837 ha. Elle est exploitée de 1841 à 1851 avant d'être déchue en 1927. Malgré quelques travaux notables à Nerville, le gisement est jugé trop pauvre et inexploitable. Les principaux ouvrages miniers sont : la mine du Pont (1841-1843) située sur la rive gauche de la Vègre ; la descenderie Sainte-Barbe (75 mètres de long et 30 mètres de profondeur) qui exploite des couches irrégulières à 15 et 24 mètres sous terre ; enfin, le puits vertical Saint-Joseph (46 mètres de profondeur qui ne rencontre qu'un filet inexploitable à 20 mètres de fond. Le gisement appartient à la « bande d'Épineux-le-Seguin – Poillé », un étroit sillon houiller Westphalien d'une centaine de mètres de large et orienté nord-ouest – sud-est.

### Montfroux
La concession de Montfroux (Auvers-le-Hamon) qui occupe une surface de 2 100 ha est exploitée entre 1822 et 1859 avant d'être annulée en 1930. Le charbon est identifié en 1816 au lieu-dit « la Dorbelière » au nord-ouest de Poillé-sur-Vègre. Sept veines de charbon sont identifiées. Les deux couches exploitées possèdent une épaisseur variant de 0,40 m à 0,80 m. L'une de ces deux couches forme un amas atteignant 6 à 200 mètres de profondeur ce qui permet une période de prospérité pour la compagnie.
Liste des principaux puits alignés suivant un axe nord-ouest – sud-est :
1. le puits Saint-Michel (70 mètres de profondeur), exploité de 1822 à 1841 ;
2. le puits de Montfroux (150 mètres de profondeur) ;
3. le puits Saint-Louis (200 mètres de profondeur) ;
4. le puits Saint-Yves (133 mètres de profondeur) ;
5. le puits de la Douterie (80 mètres de profondeur), ouvert en 1822 sur la concession de Sablé, il ferme avant 1841.

L'exploitation démarre aux puits Saint-Michel et de la Douterie en 1822 avant de s'étendre par les puits Saint-Yves, Saint-Louis et de Montfroux qui sont au cœur du gisement. Ces derniers sont les seuls exploités lorsque le puits Saint-Michel ferme en 1841. Deux veines irrégulières mesurant 40 à 60 cm d'épaisseur. Dans une descenderie du puits Saint-Louis, un amas atteint jusqu'à 6 mètres d'épaisseur au maximum avec une moyenne de 1,60 mètre sur une centaine de mètres de longueur. Au puits Saint-Yves, cette même veine mesure 80 cm d'épaisseur en moyenne. La couche suit un pendage de 60° vers le sud.
Puits de recherche n'ayant pas rencontré de résultat :
- le puits Saint-Martin (50 mètres de profondeur) situé au nord de la concession et à l'Ouest de celle de Varennes ;
- les deux puits de Pantigné (15 et 24 mètres de profondeur) foncés dans l'ouest de la concession.

Une tentative de relance a lieu sans succès entre décembre 1924 et février 1925 pour rechercher le prolongement du gisement à 1,1 km au nord-est du puits Monfroux.

### Varennes
La concession de Varennes possède une superficie de 1 539 ha. Cette concession connaît deux tentatives d'exploitations.
La première période d'exploitation s'est déroulée entre 1842 et 1844. La mine de Varennes est desservie par deux puits de 55 mètres de profondeur, chacun avec des accès aux chantiers à 30 et 50 mètres sous terre. L'exploitation est stoppée car le charbon, jugé de qualité médiocre, ne trouve pas de débouchés. Les couches mesurent 45 à 50 cm d'épaisseur,.
La seconde période d'exploitation s'est déroulée entre 1856 et 1858. Deux puits sont foncés. Le puits de la Perdrière no 1 (36 m) rencontre le terrain houiller à 33 mètres de la surface. Une galerie de recherche de vingt mètres de long ne rencontre que des veinules de charbon dont la plus épaisse n'excède pas 20 cm de haut. Le puits de la Perdrière no 2 (73 m) rencontre également le terrain houiller à 33 mètres de la surface. Deux couches de moins de 30 cm d'épaisseur chacune. D'autre couches de 15, 30, 20 et 15 cm sont rencontrés à 60 mètres de profondeur. Malgré des recherches sur 400 mètres, le projet minier avorte car le gisement est jugé inexploitable,.
La concession est renoncée en 1968. Le gisement appartient à la « bande d'Épineux-le-Seguin – Poillé », un étroit sillon houiller Westphalien d'une centaine de mètres de large et orienté nord-ouest – sud-est.

### Linières et la Cigotière
La concession de Linières et la Cigotière possède une superficie de 596 ha. Elle est exploitée de 1842 à 1852 et annulée en 1927. Cette concession connait de nombreux travaux de recherches (mines de Linières, de la Cigotière, des Noës, de la Maisonneuve et de Chémeré) mais aucune véritable exploitation. Une tentative d'extraction a lieu au puits du Grand Rousson (ou de Ballée). Cette exploitation qui rencontre des couches parfois épaisses mais trop irrégulières (elle n'a été rentable que de 1848 à 1850) ne peut lutter contre les mines voisines plus importantes et ferme en 1852.
Mine de Linières
Entre 1842 et mars 1843, deux puits sont creusés à proximité du château des Linières. Un premier puits est foncé au sud-est du château jusqu'à 50 mètres de profondeur, il rencontre deux couches explorées par galerie sur une centaine de mètres, elles sont jugées inexploitables, la qualité du charbon étant médiocre et les couches, irrégulières. Une troisième veine qui affleure non loin du château est vainement recherchée par un puits de 30 mètres. Un troisième puits est creusé en 1844 jusqu'à 44 mètres de profondeur, il est incliné à 70°. Il rencontre une couche irrégulière et barrée de schiste à 34 mètres explorée sur une centaine de mètres avant d'être abandonnée.
Mine de la Cigotière
Le puits incliné de la Cigotière (45 m) reconnait trois veinules d'un mélange de schiste et d'anthracite séparées par deux bancs de schiste argileux gris-noirâtre entre mars 1843 et janvier 1844.
Mine des Noës
Le puits incliné des Noës identifie quatre veines, seules les deux du milieu présentent un intérêt. La première mesure 25 cm d'épaisseur sauf au niveau d'un « crain » d'une centaine de mètres qui est exploité au dessus du niveau 36. La seconde est exploitée entre 36 et 70 mètres et possède une épaisseur moyenne de 30 cm.
Mine de la Maisonneuve
Le puits incliné de la Maisonneuve (80 m) reconnait trois veines, seule celle du milieu est notable. Elle mesure 25 cm à 30 cm d'épaisseur sauf au niveau d'un « crain » d'environ 80 mètres.
Mine de Cheméré
En 1844, un puits de recherche de 13 mètres est creusé à Cheméré, il ne rencontre qu'un mélange de schiste et d'anthracite de 25 cm.
Mine de Ballée ou du Grand Rousson
Avant 1846, des recherches sont réalisées à moins de 40 mètres de profondeur de part et d'autre de l'Erve au Petit Rousson et au Grand Rousson. Le siège d'extraction de Ballée (ou du Grand Rousson) est ouvert de 1846 à 1852. Il est notamment desservi par le puits no 1 (40 m) et le no 3 (55 m). La descenderie no 2 mesure 128 m de long qui exploite les niveaux 33, 50, 66, 100 et 124. Il s'agit en réalité de la même couche qui est repliée plusieurs fois par les mouvements de terrains. L'épaisseur de la couche est très variable (de 20 cm à plus d'un mètre).

### Epineux-le-Seguin
La concession d'Épineux-le-Seguin est exploitée de 1833 à 1858 et déchue en 1927. Elle connait une période de prospérité d'une quinzaine d'années grâce à l'exploitation d'un amas houiller Westphalien qui s'est aggloméré dans les plis des couches géologiques. L'activité cesse une fois cet amas déhouiller, le reste du gisement n'étant pas jugé intéressant. L'épaisseur moyenne des couches étant généralement inférieure à 60 cm, tandis que les amas peuvent atteindre 3 à 5 mètres, voire très localement 12 mètres. Il existe trois principaux puits d'extraction dans la concession.
Puits Saint-Henri
Le puits Saint-Henri est foré en juin 1846, il exploite le même gîte que le puits Sainte-Barbe et atteint une profondeur de 275 mètres, il possède plusieurs recettes à 90, 133, 225 et 266 mètres. Dans le secteur ouest, le puits rencontre trois importants « brouillards » (amas de charbon) : le « Grand Large », le « Brouillard Nord » et le « Relèvement Sud ». Dans le secteur est, le premier disparait complètement tandis que les deux autres ne sont plus qu'une mince couche de 30 cm,.
Puits Sainte-Barbe
Le puits Sainte-Barbe est foncé après le puits Saint-Henri, il atteint une profondeur de 180 mètres, les étages exploités sont à 66, 100, 133 et 166 mètres. Les travaux du puits Sainte-Barbe exploitent les trois amas rencontrés dans la zone ouest du puits Saint-Henri.
Puits no 4 ou du Domaine
Le puits no 4 est creusé en juillet 1847 jusqu'à 86 mètres de la surface. Il exploite le secteur ouest du puits Sainte-Barbe à trois niveaux différents : 30, 60 et 80 mètres. Il rencontre des couches mesurant 10 à 40 cm.

### Viré
Une compagnie minière est créée en 1833 pour exploiter le secteur Viré-Brûlon. L'essentiel des travaux sont concentrés à proximité du bourg de Viré-en-Champagne.
La concession de Viré possède une superficie de 2 254 ha. Elle est exploitée de 1835 à 1852 et renoncée en 1927. Les couches de charbon datées du Culm sont très peu épaisses (35 cm en moyenne pour la veine principale), irrégulières et de médiocre qualité (refusée par les chaufourniers), cette exploitation n'est pas rentable au regard du tonnage extrait par rapport à l'extension du réseau de galeries,.
Puits no 1
Le puits incliné no 1 (63 m de pente) est exploité aux niveaux 37 et 58. Il exploite un secteur long de 500 mètres environ.
Puits no 2
Le puits vertical no 2 (85 m de profondeur) est exploité sur trois niveaux, les deux premiers étant reliés à ceux du puits no 1. Il exploite un secteur long de 560 mètres environ.
Puits no 3
Le puits vertical no 3 (45 m de profondeur) exploite la couche à l'étage 40, sur  80 mètres de long.
Puits no 4, no 5 et no 6
Le puits no 4, no 5 et no 6 ne sont que des puits de recherche n'ayant pas connu d'exploitation,.
Puits no 7
Le puits vertical no 7 (140 m de profondeur) est le charbonnage le plus important de la concession. L'étage 100 est le plus exploité, les travaux s'étirent sur 1,1 km. La couche mesure 25 à 40 cm. Elle est traversée par quelques feuillets de schiste aisément retirés au triage. Il existe deux veines : la principale et la petite. La petite veine ne dépasse pas 20 cm, elle est rencontrée par recoupement depuis la veine principale et n'a quasiment pas été exploitée. Également rencontrée au no 2, elle est jugée inexploitable. Le niveau 133 du puits no 7 rencontre un retour de la couche principale moins épaisse qu'au niveau 100.
Puits no 8
Le puits vertical no 8 (70 m de profondeur) exploite un secteur isolé des autres puits.

### Brûlon
La concession de Brûlon est exploitée de 1844 à 1850 et déchue en 1926. Malgré des travaux importants à l'Ecotterie, le gisement de cette concession n'est pas jugé exploitable et l'activité cesse rapidement.
Mine de l'Ecotterie
La mine de l'Ecotterie est située sur la rive gauche de la Vègre, à Saint-Ouen-en-Champagne, elle constitue la principale zone de recherche de la concession. Elle est composée d'un puits incliné suivant l'inclinaison de la veine (100 mètres de longueur et 80 mètres de profondeur) et d'une descenderie empruntée par le personnel. Les trois niveaux 26, 50 et 75 sont exploités. Au niveau supérieur, la couche est très irrégulière et ne dépasse pas 20 cm d'épaisseur bien que l'anthracite soit assez pur. En partie inférieure, la couche est également irrégulière et dépasse rarement 25 cm, elle atteint exceptionnellement 50 cm.
Recherche superficielles
Des recherches sont réalisées à moins de 25 mètres de profondeur au nord-ouest de l'Ecotterie, sur la rive droite de la Vègre (lieut-dit « Le Grand Vert »). Aucune couche exploitable n'est détectée.

## Production
La production totale du gisement s'élève à 7 millions de tonnes ce qui est « très peu » au vu de la surface de 1 000 km2 du bassin houiller selon le BRGM. L'essentiel de la production est destinée aux fours à chaux de la région,.
| importance                        | concession                        | production           |
| --------------------------------- | --------------------------------- | -------------------- |
| production > 500 000 t            | Montigné et l'Huisserie           | 1 969 000 t          |
| production > 500 000 t            | La Bazouge-de-Chemeré             | 1 500 000 t          |
| production > 500 000 t            | Sablé-sur-Sarthe                  | 1 406 000 t          |
| production > 500 000 t            | Genest                            | 500 000 t            |
| production > 500 000 t            | La Baconnière                     | 500 000 t            |
| production > 500 000 t            | Total                             | 5 875 000 t          |
| production > 500 000 t            | Saint-Pierre-la-Cour (Stéphanien) | 560 000 t            |
| production > 500 000 t            | Total + Saint-Pierre-la-Cour      | 6 435 000 t          |
| 500 000 t > production > 20 000 t | Epineux-le-Seguin                 | 167 960 t            |
| 500 000 t > production > 20 000 t | Montfroux                         | 122 861 t            |
| 500 000 t > production > 20 000 t | La Promenade                      | 107 874 t            |
| 500 000 t > production > 20 000 t | Viré                              | 67 140 t             |
| 500 000 t > production > 20 000 t | Total                             | 465 835 t            |
| 20 000 t > production             | Linières                          | 16 680 t             |
| 20 000 t > production             | Bazougers                         | 11 450 t             |
| 20 000 t > production             | Gomer                             | 10 170 t             |
| 20 000 t > production             | Solesmes                          | ?                    |
| 20 000 t > production             | Poillé                            | ?                    |
| 20 000 t > production             | Varennes                          | ?                    |
| 20 000 t > production             | Brûlon                            | ?                    |
| 20 000 t > production             | Total                             | supérieur à 38 300 t |
| TOTAL                             | TOTAL                             | environ 7 000 000 t  |